# غيفورد ميلر
غيفورد ميلر (بالإنجليزية: Gifford Miller)‏ هو متحدث ‏ أمريكي، ولد في 6 نوفمبر 1969.